# Zet (czasopismo)
Zet – dwutygodnik, a później miesięcznik społeczno-kulturalny ukazujący się w Warszawie w latach 1932–1939, związany z prawicą piłsudczykowską i obozem narodowym.
Wydawcą pisma był Jerzy Braun, który korzystał ze środków założonego przez siebie w 1934 Towarzystwa Hoëné-Wrońskiego. Czasopismo było nieoficjalnym organem prasowym Towarzystwa i prezentowało m.in. polską filozofię romantyczną, w tym doktrynę Józefa Hoëné-Wrońskiego, dorobek intelektualny Wielkiej Emigracji i mesjanizmu. Kolumnę literacką prowadził Józef Czechowicz, publikując w niej m.in. wiersze poetów Drugiej Awangardy oraz przedstawicieli literatur słowiańskich.
Nazwa periodyku odwoływała się do zasady „Z” oznaczającej w myśli Hoëné-Wrońskiego Piękno Absolutne jako „zbieg celowy” Dobra Absolutnego i Prawdy Absolutnej (zasad „X” i „Y”).
W czasopiśmie publikowali twórcy, tacy jak Stanisław Czernik, Karol Irzykowski, Karol Ludwik Koniński, Tadeusz Kudliński, Józef Łobodowski, Bolesław Miciński, Jan Bolesław Ożóg, Stanisław Piętak, Władysław Sebyła, Zbigniew Uniłowski, Stanisław Ignacy Witkiewicz, Karol Wiktor Zawodziński. Debiutował na jego łamach Stefan Kisielewski.
W połowie 1934 „Zet” wchłonął wydawaną przez Jerzego Brauna w Krakowie „Gazetę Literacką”. Redakcje obu pism (Grupa „X, Y”, Grupa „Zet”) stawiały sobie za cel zwalczanie wpływów lewicy sanacyjnej reprezentowanej przez „Wiadomości Literackie” w środowisku inteligencji.
Od 1936 „Zet” należał do porozumienia prasowego pod nazwą Komitetu Prasy Młodych powołanego z inicjatywy Brauna, do którego ścisłego komitetu wykonawczego weszli Jan Hoppe (redaktor „Jutra Pracy”), Włodzimierz Bączkowski (redaktor polityczny „Myśli Polskiej”), Julian Babiński (współredagujący z Braunem „Merkuryusz Polski Ordynaryjny”) oraz redaktorzy trzech tytułów związanych z nielegalnym ugrupowaniem faszystowskim Obóz Narodowo-Radykalny ABC: Wojciech Zaleski („ABC”), Jan Korolec („Nowy Ład”) i Stanisław Piasecki („Prosto z Mostu”). Działalność Komitetu miała charakter antykomunistyczny i opozycyjny wobec polityki rządowej. Jego prace stały się fundamentem ideowym dla założonej przez Brauna pod okupacją niemiecką konspiracyjnej organizacji narodowo-katolickiej „Unia”.
Numer 3 z 1936 został skonfiskowany przez cenzurę.